# Nikki Haleyová
Nimrata „Nikki“ Haleyová, nepřechýleně Nikki Haley, rodným jménem Nimrata Randhawa, (* 20. ledna 1972 Bamberg, Jižní Karolína) je americká republikánská politička a diplomatka, která v letech 2017–2018 zastávala úřad velvyslankyně Spojených států při Organizaci spojených národů, když nominaci prezidenta Trumpa schválil Senát poměrem hlasů 96 : 4.
Politickou kariéru začínala v letech 2005–2011, kdy byla členkou jihokarolínské Sněmovny reprezentantů. Mezi roky 2011–2017 pak sloužila na postu guvernérky Jižní Karolíny, jakožto první žena v této funkci, a po stranickém kolegovi Bobby Jindalovi, také jako druhý americký guvernér indického původu v historii. Během ledna 2016 se stala pověřenou osobou republikánské strany, která zprostředkovala oficiální odpověď na Zprávu o stavu Unie, přednesenou demokratickým prezidentem Barackem Obamou.
Časopis Time ji v roce 2016 zařadil na seznam „100 nejvlivnějších lidí“.

## Mládí a vzdělání
Narodila se 20. ledna 1972 jako Nimrata Randhawa v jihokarolínském Bambergu do indické rodiny Sikhů. V rodinném kruhu byla „také nazývána jako Nikki, což znamená 'malé dítě'.“ Otec Ajit Singh Randhawa, bývalý vyučující na Paňdžábské zemědělské univerzitě, a matka Raj Kaur Randhawa, právnička z dilliské univerzity, emigrovali na americký kontinent z paňdžábského okresu Amritsar ještě před jejím narozením.
Rodiče se nejdříve usadili na kanadské Univerzitě Britské Kolumbie, na níž otec obdržel stipendijní nabídku. Poté, co v roce 1969 získal doktorát (Ph.D.), se s manželkou přestěhoval do Jižní Karolíny, kde přijal místo profesora na soukromé Voorhees College. Matka dosáhla magisterského titulu v pedagogice. Sedm let vyučovala na bamberských veřejných školách, než v roce 1976 založila obchod s dámskými oděvy Exotica International. Jeho činnost ukončila roku 2008 odchodem do důchodu.
Bratry Nikki Haleyové jsou Mitti, vysloužilý příslušník chemické jednotky americké armády, jenž byl nasazen během války v Zálivu, a webdesigner Charan. Sestra Simran, narozená v Singapuru, je rozhlasová moderátorka a absolventka Fashion Institute of Technology.
Od dvanácti let pomáhala v obchodě matky s účetnictvím. Časopis The Economist ji tak přirovnal k další dceři majitelů obchodu Margaret Thatcherové, a uvedl, že dětská pracovní zkušenost vybavila budoucí političku a diplomatku „mimořádnou bdělostí v otázce režijních nákladů a příkrou averzí k nežádoucímu obtěžování vlády“.
Po ukončení základní a střední školy Orangeburg Preparatory Schools v roce 1989, vystudovala Clemsonskou univerzitu v bakalářském programu účetnictví (B.Sc.).

## Profesní kariéra
Profesní kariéru zahájila ve společnosti na třídění odpadu a recyklaci FCR Corporation, odkud v roce 1994 přešla na pozici finanční ředitelky oděvního obchodu Exotica International, patřícího její matce. Rodinná firma rostla a nabyla mnohamilionové dolarové hodnoty.
V roce 1998 byla jmenována do představenstva obchodní komory jihokarolínského okresu Orangeburg. O pět let později zasedla do téhož orgánu ve městě Lexington. Roku 2003 se také stala pokladníkem Národní asociace majitelek obchodních společností (National Association of Women Business Owners) a o rok později její prezidentkou. Podporovala financování lexingtonské nemocnice v rámci nadace Lexington Medical Foundation, včetně otevření kardiochirurgického centra. K roku 2016 působila ve funkci prezidentky jihokarolínské pobočky Národní asociace majitelek obchodních společností. Přednášela také v Rotary klubu Jižní Karolíny.

## Politická dráha

### Členka Sněmovny reprezentantů Jižní Karolíny
V listopadu 2004 byla zvolena do Sněmovny reprezentantů Jižní Karolíny za obvod v lexingtonském okrese. V lednových republikánských primárkách vyzvala úřadujícího poslance Larryho Koona. Koon vyhrál první kolo ziskem 42 % a Haleyová obdržela na druhém místě 40 % hlasů. Oba tak postoupili do druhého kola, v němž jej porazila poměrem 55–45 %. V tradičně republikánském volebním obvodu pak byla ve všeobecných volbách zvolena bez nutnosti utkat se s protikandidáty. Stala se tak historicky prvním indicko-americkým členem zákonodárného sboru Jižní Karolíny.
V prvním funkčním období 2005–2007 se stala vůdkyní nově zvolených zastupitelů a jediným republikánských nováčkem v ustavených klubech legislativních orgánů celé země na pozici whipa, tj. jednoho z vůdců klubu, jehož důležitou rolí je dohled na hlasovací disciplínu jeho členů. Ve sněmovně se stala členkou výboru práce, obchodu a průmyslu, stejně jako výboru pro zdravotnické, vojenské, veřejné a komunální záležitosti.
V roce 2012 obhájila křeslo opět bez výzvy ze strany dalších soupeřů. Mandát do třetího období obdržela v listopadu 2008 zdoláním demokratického nominanta Edgara Gomeze poměrem hlasů 83–17 %.

### Guvernérka Jižní Karolíny

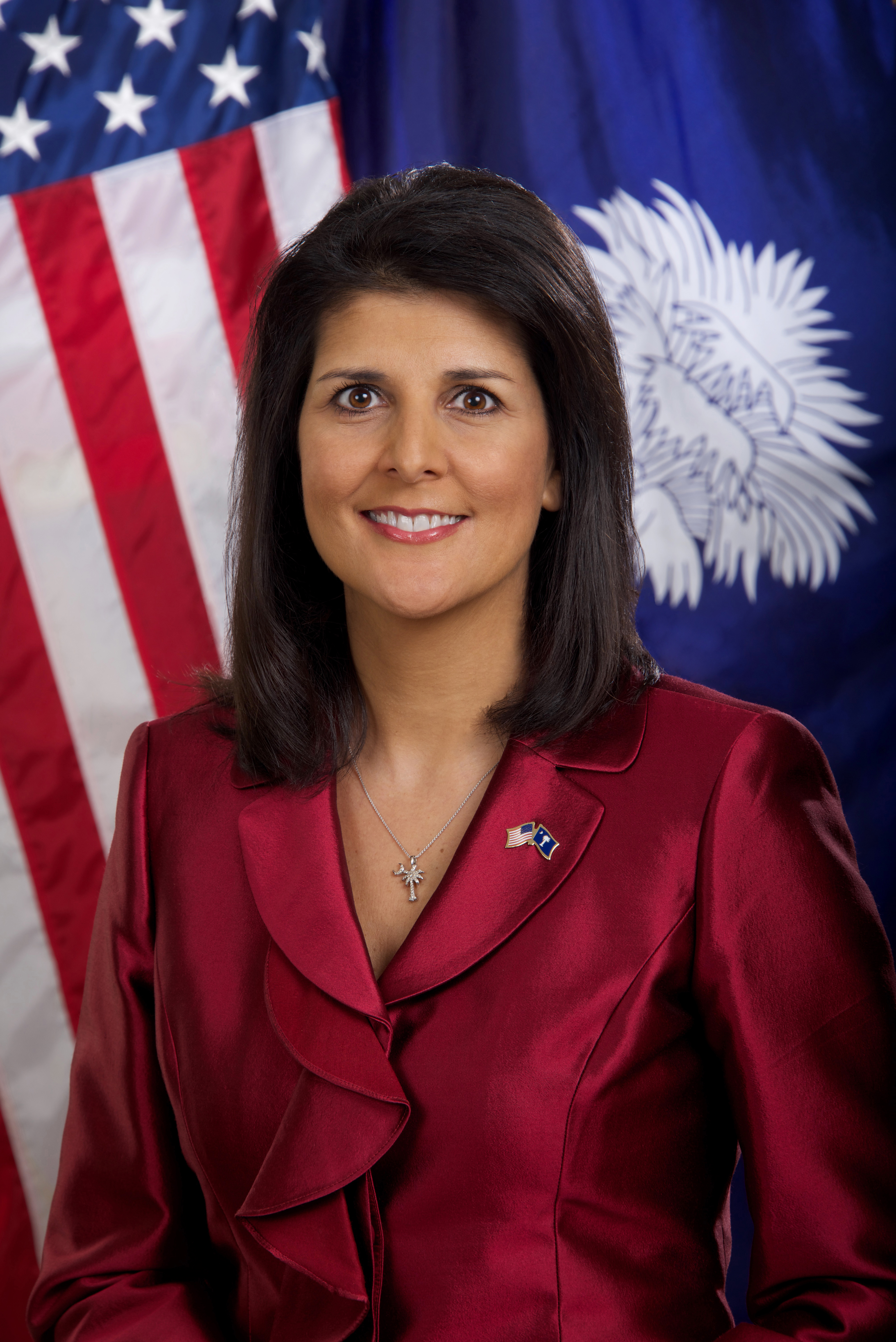
Oficiální guvernérský portrét

Dne 14. května 2009 oznámila záměr ucházet se o republikánskou nominaci na úřad guvernérky Jižní Karolíny v listopadových volbách 2010. K tomuto kroku jí nabádal úřadující guvernér domovského státu Mark Sanford. Bývalý massachusettský guvernér Mitt Romney se postavil za její kandidaturu 11. listopadu 2009 a rovněž jihokarolínská první dáma Jenny Sanfordová ji k tomuto kroku vyzvala. V předvolebních průzkumech byla na chvostu republikánských uchazečů, než její kampaň přijela tři týdny před primárkami osobně podpořit bývalá aljašská guvernérka a republikánská viceprezidentská kandidátka Sarah Palinová. Primárky se uskutečnily 8. června 2010 a Haleyová v nich vyhrála ziskem 49 % hlasů, což těsně znamenalo nutnost vypsání druhého kola 22. června. V něm již hladce zvítězila.
Za 116. guvernérku státu pak byla zvolena 2. listopadu 2010, když zvládla souboj s demokratickým nominantem Vincentem Sheheenem poměrem 51 % ku 47 %. Je považována za třetího nebělošského guvernéra z jižních států Unie, po virginském Douglasu Wilderovi a louisianském Bobbym Jindalovi.
Vítězství také znamenalo, že do guvernérského křesla poprvé v amerických dějinách usedl Sikh.
V červenci 2013 dostala pokutu 3 500 dolarů, a obdržela „veřejné napomenutí“, od státní etické komise za neposkytnutí osmi adres jejích dárců v guvernérské kampani 2010. V srpnu téhož roku podepsala příkaz k extradici Dustena Browna, pro jeho vydání do Jižní Karolíny k soudnímu případu Adoptivní pár vs. děvčátko (Adoptive Couple v. Baby Girl).

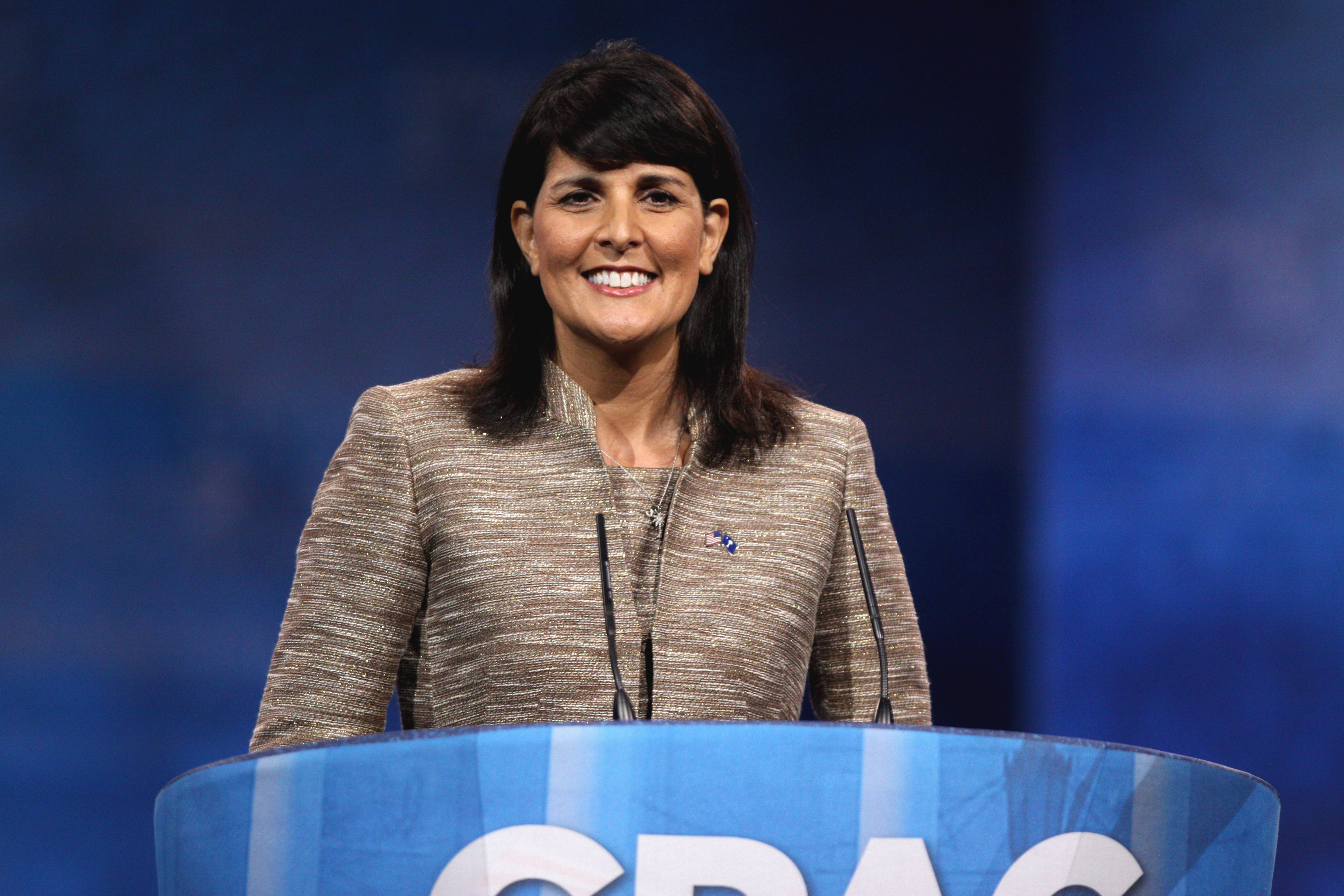
Haleyová při projevu na konferenci Konzervativní politické akce, National Harbor, Maryland, 2013

Do června 2015 podporovala vyvěšení Konfederační vlajky na pozemku zákonodárného shromáždění. Po střelbě v charlestonském kostele se však vyslovila pro její stažení z jihokarolínského kapitolu. V červenci téhož roku pak podepsala zákon opravňující odstranění konfederační vlajky ze stožáru na pozemku kapitolu.
Zájem obhajovat guvernérské křeslo oznámila 12. srpna 2013. V republikánských primárkách ji nejdříve vyzval Tom Ervin, jenž následně z boje odstoupil a kandidoval jako nezávislý. Do souboje se opět zapojil Vincent Sheheen, poražený demokrat z roku 2010, dále libertarián Steve French i nominant Spojené občanské strany (United Citizens Party) Morgan Bruce Reeves. Premiérové veřejné debaty v Charlestonu se 14. října 2014 zúčastnili French, Ervin, Haleyová, Reeves a Sheheen. Do druhé diskuse, 21. října v Greenville, se opět zapojilo všech pět uchazečů. Týden poté ukončil Ervin kampaň a podpořil Sheheena.
Znovuzvolení republikánky se uskutečnilo 4. listopadu 2014, když Haleyová obdržela 55,9 % hlasů proti 41,3 % Sheheena, čímž téměř ztrojnásobila výsledný rozdíl z před čtyř let. Druhé volební období mělo uplynout 9. ledna 2019. Na funkci však 24. ledna 2017 rezignovala, v den senátního schválení její nominace na post americké velvyslankyně při OSN.

## Potenciální viceprezidentská kandidátka
Republikánský kandidát amerických prezidentských voleb 2012, Mitt Romney, zvažoval během primárek nominaci Haleyové za svou viceprezidentskou uchazečku. V dubnu 2012 však guvernérka sdělila, že by všechny takové nabídky odmítla slovy: „Řekla bych, ‘Děkuji vám, ale ne, učinila jsem slib vůči občanům tohoto státu. A domnívám se, že slib je zavazující. A mám v úmyslu jej dodržet.“
V lednu 2016 byla opět zmíněna jako možná kandidátka na viceprezidentku v rámci prezidentských voleb 2016.

## Americká velvyslankyně při OSN

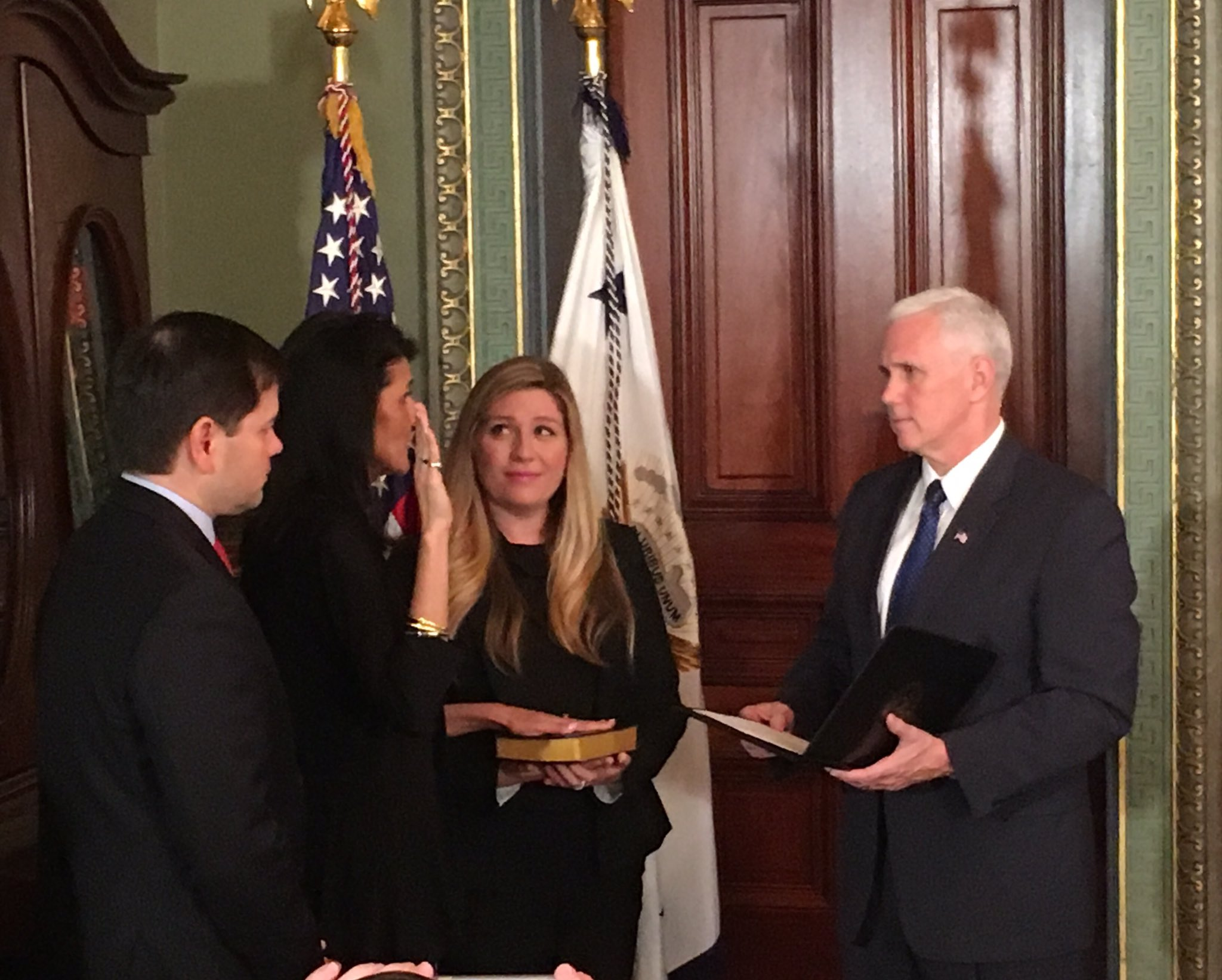
Haleyová skládá přísahu velvyslankyně do rukou viceprezidenta Mika Pence, 25. ledna 2017

Zvolený americký prezident Donald Trump oznámil 23. listopadu 2016 záměr nominovat guvernérku Haleyovou na úřad velvyslankyně Spojených států při OSN. Krátce po inauguraci 20. ledna 2017 odeslal Trump její nominační listinu do amerického senátu.
K senátnímu potvrzení za velvyslankyni došlo 24. ledna 2017 poměrem hlasů 96:4. Čtyřmi senátory hlasujícími proti se stali Bernie Sanders (nezávislý, Vermont), Martin Heinrich (demokrat, Nové Mexiko), Tom Udall (demokrat, Nové Mexiko) a Chris Coons (demokrat, Delaware). Bezprostředně poté rezignovala na úřad guvernérky Jižní Karolíny a stejný den složil přísahu do funkce její zástupce Henry McMaster.
Přísaha do úřadu velvyslankyně proběhla 25. ledna 2017 do rukou viceprezidenta Mika Pence. O dva dny později pak v newyorské budově Organizace spojených národů předala pověřovací listiny generálnímu tajemníku Antóniu Guterresovi.
Na svém prvním zasedání v Radě bezpečnosti, 2. února 2017, vyzvala Moskvu k deeskalaci násilí na východní Ukrajině a oznámila, že americké sankce vůči Rusku zůstanou platné až do doby, než Ruská federace vrátí kontrolu nad Krymem Ukrajině.
Svou rezignaci na post velvyslankyně u OSN předložila Haleyová oficiálně 9. října 2018 a prezident Donald Trump ji následně přijal. Rozhodnutí rezignovat učinila den poté, co byla antikorupční organizací obviněna, že přijala sedm luxusních výletů soukromým letadlem jako dar od předních jihokarolínských podnikatelů. Nicméně samotná schůzka Haleyové s prezidentem Trumpem, při které jej informovala o svém odstoupení, proběhla již 3. října 2018, tedy před zveřejněním obvinění. V lednu 2019 převzal její funkci dočasně Jonathan Cohen. Prezident Trump jako její nástupkyni původně nominoval tiskovou mluvčí ministerstva zahraničí Heather Nauertovou, která se však nominace vzdala. Od září 2019 ji tak v úřadu nahradila diplomatka Kelly Craftová.

## Kandidatura na americkou prezidentku ve volbách 2024
O její kandidatuře na prezidentku Spojených států ve volbách v roce 2024 se spekulovalo již před prezidentskými volbami v listopadu 2020, které úřadující prezident Trump prohrál. V lednu 2021 založila organizaci Stand for America k financování politické kampaně, která se nejdříve soustředila na kongresové průběžné volby v listopadu 2022. Zároveň však v roce 2021 vyjádřila podporu Trumpovi a odmítla, že by proti němu chtěla kandidovat v republikánských primárkách. Když byla v lednu 2023 na tento scénář dotázána, svou kandidaturu nezavrhla. Začátek prezidentské kampaně pak oznámila 14. února 2023, čímž se v rámci primárek stala první vážnou vyzyvatelkou Trumpa. V lednu 2024 získala po odstoupení všech ostatních kandidátů v primárních volbách ve státě New Hampshire přes 43 procent hlasů, její protikandidát Donald Trump pak 54 procent. Ve většině dalších států ji Donald Trump posléze porazil s podobným nebo vyšším náskokem, výjimkou se stalo pouze hlavní město Washington a stát Vermont. Dne 6. března 2024, tedy pouhý den po tzv. volebním superúterý, kdy ve velké většině států utrpěla sérii volebních porážek, oznámila konec volební kampaně. Donalda Trumpa poté v kampani na rozdíl od předešlých kandidátů, kteří z volby odstoupili, přímo nepodpořila.

## Soukromý život

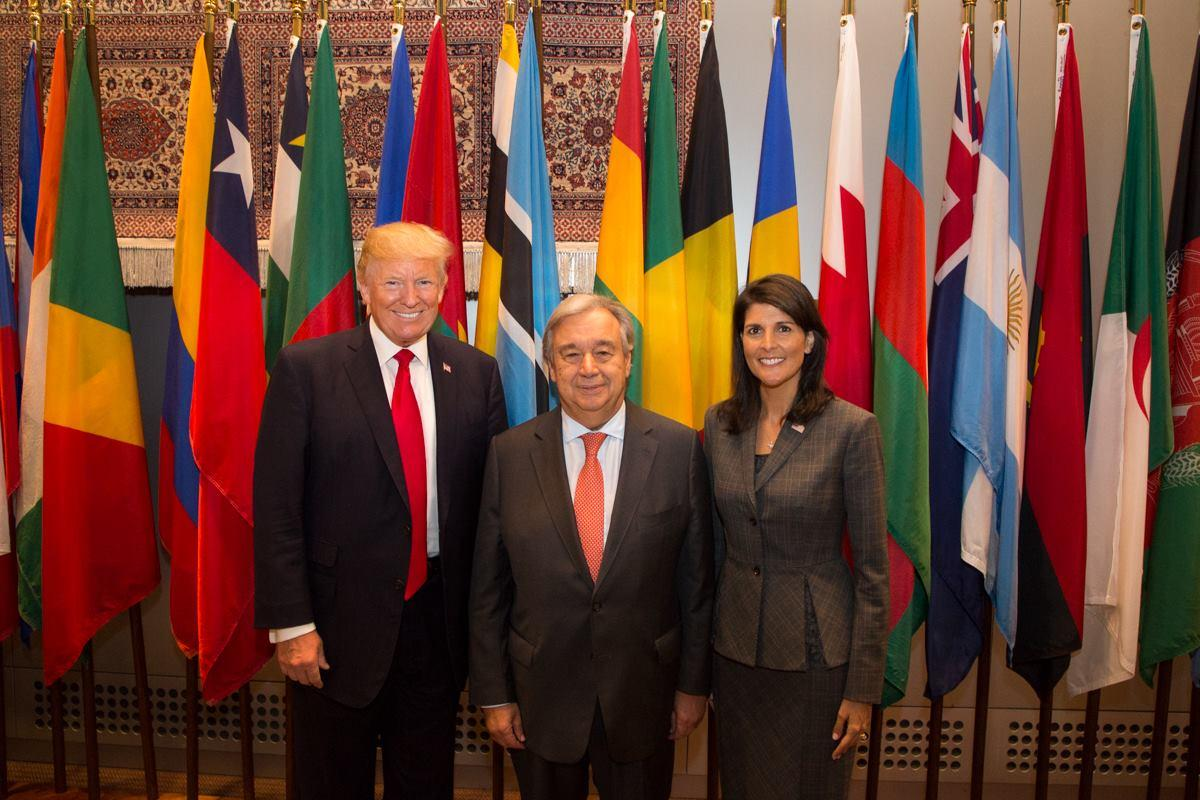
Haleyová s americkým prezidentem Donaldem Trumpem a generálním tajemníkem OSN Antóniem Guterresem v říjnu 2017

Haleyová vyrostla v sikhské rodině indických přistěhovalců. V září 1996 se vdala za Michaela Haleyho. Svatební obřad byl uspořádán jak podle pravidel metodistické církve tak v sikhské gurudváře. Ve 24 letech konvertovala ke křesťanství a stala se členkou evangelické metodistické církve. S příslušníky manželovy rodiny začala navštěvovat kostel Mt. Horeb v Lexingtonu. V rozhovoru pro časopis Christianity Today odpověděla na otázku, jestli chová či nechová naději, že by její rodiče také konvertovali ke křesťanství: „To, v co doufám, je, že moji rodiče jednají podle toho, co je pro ně správné.“
Její manžel slouží jako důstojník v Armádní národní gardě Jižní Karolíny a v lednu 2013 byl se svou jednotkou poslán na roční misi do války v Afghánistánu. Do manželství se narodily dvě děti, dcera Rena (* 1998) a syn Nalin (* 2001). Rena studuje od roku 2017 na Univerzitě v Clemsonu (Clemson University).
V květnu 2015 udělila Univerzita Jižní Karolíny Haleyové čestný doktorát za veřejnou službu.

## Postoje

### Fiskální politika
V době, kdy byla členkou jihokarolínské sněmovny reprezentantů prohlásila, že cílem má být snižování daní. Hlasovala proti daňové přirážce na cigarety. Návrh předpokládal zvýšený výběr finančních prostředků, jež měly být využity k preventivním programům a výzkumu rakoviny spojených s kouřením. Hlasovala pro návrh zákona zvyšující daň z obratu z 1 na 6 %, s výjimkami pro některé komodity.

### Školství
Haleyová navrhla plán, v němž by se plat učitelů neodvíjel pouze od služebního věku a kvalifikace, ale také od pracovního výkonu a schopností pedagoga, podle jeho hodnocení vedením školy, studenty a rodiči.

### Imigrační politika
Jakožto dcera imigrantů prohlásila, že věří ve vynutitelnost imigračních zákonů. Hlasovala tak ve prospěch návrhu zákona požadujícího, aby byl zaměstnavatel schopen doložit, že přijatí zaměstnanci se na území Spojených států zdržují legálně. Jako guvernérka v červnu 2011 podepsala zákon omezující ilegální imigraci, jenž však byl v několika bodech napaden soudním procesem ze strany federálního ministerstva spravedlnosti.

### Interrupce
Zařadila se mezi stoupence Hnutí pro-life, za právo na život, a jako stoupenkyně podporující legislativní omezení interrupcí.
Kontinuálně podporuje návrhy zákonů poskytující ochranu plodu a omezující umělé přerušení těhotenství, s výjimkou případů ohrožení života ženy. V roce 2016 jako guvernérka znovupodepsala státní jihokarolínský zákon, jenž zakazuje interrupce po 20 týdnů gravidity, s výjimkou poškozených plodů a ohrožení ženy.

### LGBT
V dubnu 2016 naznačila, že by jako guvernérka nepodpořila legislativní návrh vzešlý z jihokarolínského senátu, který by mohl po transgenderově orientovaných osobách vyžadovat používání toalet podle jejich biologického pohlaví a nikoli podle jejich genderové identity. Legislativní úpravu týkající se toalet označila za zbytečnou.

### Izrael
Americký senátor za Jižní Karolínu Lindsey Graham ji popsal jako „silnou podporovatelku Státu Izrael“. V úřadu guvernérky podepsala zákon, kterým měly být omezeny subjekty spolupracující s globálním hnutím Boycott, Divestment and Sanctions, jež vyvíjelo ekonomický a politický nátlak na Izrael.

## Ocenění
- Cena přítele daňového poplatníka (Friend of the Taxpayer Award), Jihokarolínská asociace daňových poplatníků, 2005[102]
- Cena svobody za vůdcovství, Organizace za práva motorkářů v Jižní Karolíně (ABATE of South Carolina), 2005[102]
- Zákonodárce roku, Centennial Foundation, 2005[102]
- Indicko-americká čestná cena, Rada indicko-amerického přátelství, 2005[102]
- Palmetto Leadership Award, South Carolina Policy Council, 2006[102]
- Strom Thurmond Excellence, Cena za veřejnou službu a vládnutí, Federace republikánských žen Jižní Karolíny, 2006[102]
- Vítězka ceny bytové politiky, Asociace bytové výstavby Jižní Karolíny, 2007[102]
- Cena kvality života W. Macka Chambleeho, Asociace obchodníků s nemovitostmi Jižní Karolíny, 2007[102]
- čestný doktorát, Univerzita Jižní Karolíny, 2015[87]
- Velvyslanec roku, Kolumbijská komora, 2015.[103]
- Cena porozumění, Harvardská nadace pro mezikulturní a rasové vztahy, 2015[104]
- Cena excellence Davida H. Wilkinse, Rileyho institut Furmanovy univerzity, 2015[105]
- Vizionářská cena První dámy, Claflin University, 2016[106]
- „100 nejvlivnějších lidí“, Time, 2016[6][7]
- Hyman Rubin Award, Greater Columbia Community Relations Council, 2016[107]
- Cena WDN „10 na 10“, Mezinárodní republikánský institut, 2016[108]